# Eois pallidicosta
Eois pallidicosta là một loài bướm đêm trong họ Geometridae.